# سفارت ارمنستان در رم

سفارت ارمنستان در رم ()، نمایندگی دیپلماتیک جمهوری ارمنستان در رم پایتخت جمهوری ایتالیا می‌باشد که در شماره  خیابان ، در منطقهٔ ، رم واقع شده‌است. روابط دیپلماتیک بین دو کشور (en) در ۱۲ مه ۱۹۹۳ برقرار شده است. هم‌اکنون تسووینار هامبارتسومیان مقام سفیر جمهوری ارمنستان در رم را عهده‌دار است.

## اطلاعات
- آدرس: Via XX Settembre, 98/E - 00187 Rome
- تلفن:  (39) 06 3296638

## فهرست سفیران
- ویکتوریا باغداساریان (۲۰۱۶–۲۰۲۰)
- سارگیس قازاریان (۲۰۱۳–۲۰۱۶)
- روبن کاراپتیان (۲۰۰۹–۲۰۱۳)
- روبن شوگاریان (۲۰۰۵–۲۰۰۸)
- گاگیک باغداساریان (۱۹۹۹–۲۰۰۵)